# Пясек (Свентокшиське воєводство)
Пясек (пол. Piasek) — село в Польщі, у гміні Стомпоркув Конецького повіту Свентокшиського воєводства.
Населення — 71 особа (2011).
У 1975-1998 роках село належало до Келецького воєводства.

## Демографія
Демографічна структура на день 31 березня 2011 року:
|          | Загалом | Допрацездатний вік | Працездатний вік | Постпрацездатний вік |
| -------- | ------- | ------------------ | ---------------- | -------------------- |
| Чоловіки | 35      | 2                  | 23               | 10                   |
| Жінки    | 36      | 9                  | 11               | 16                   |
| Разом    | 71      | 11                 | 34               | 26                   |